# Norbert Eholo Eoni
 Norbert Eholo Eoni , né à Kananga  le 20 septembre 1969, est un homme politique de la République démocratique du Congo et député national, élu de la circonscription de Budjala dans la province du Sud-Ubangi,,,.

## Biographie
Norbert Eholo Eoni est né à Kananga le 20 septembre 1969, élu député national dans la circonscription électorale de Budjala dans la province du Sud-Ubangi. Il est membre du regroupement politique ATIC.